# Bullitt County
Bullitt County is een county in de Amerikaanse staat Kentucky.
De county heeft een landoppervlakte van 775 km² en telt 82.217 inwoners (volkstelling 2020). De hoofdplaats is Shepherdsville en de dichtstbevolkte stad is Mount Washington.

## Bevolkingsontwikkeling

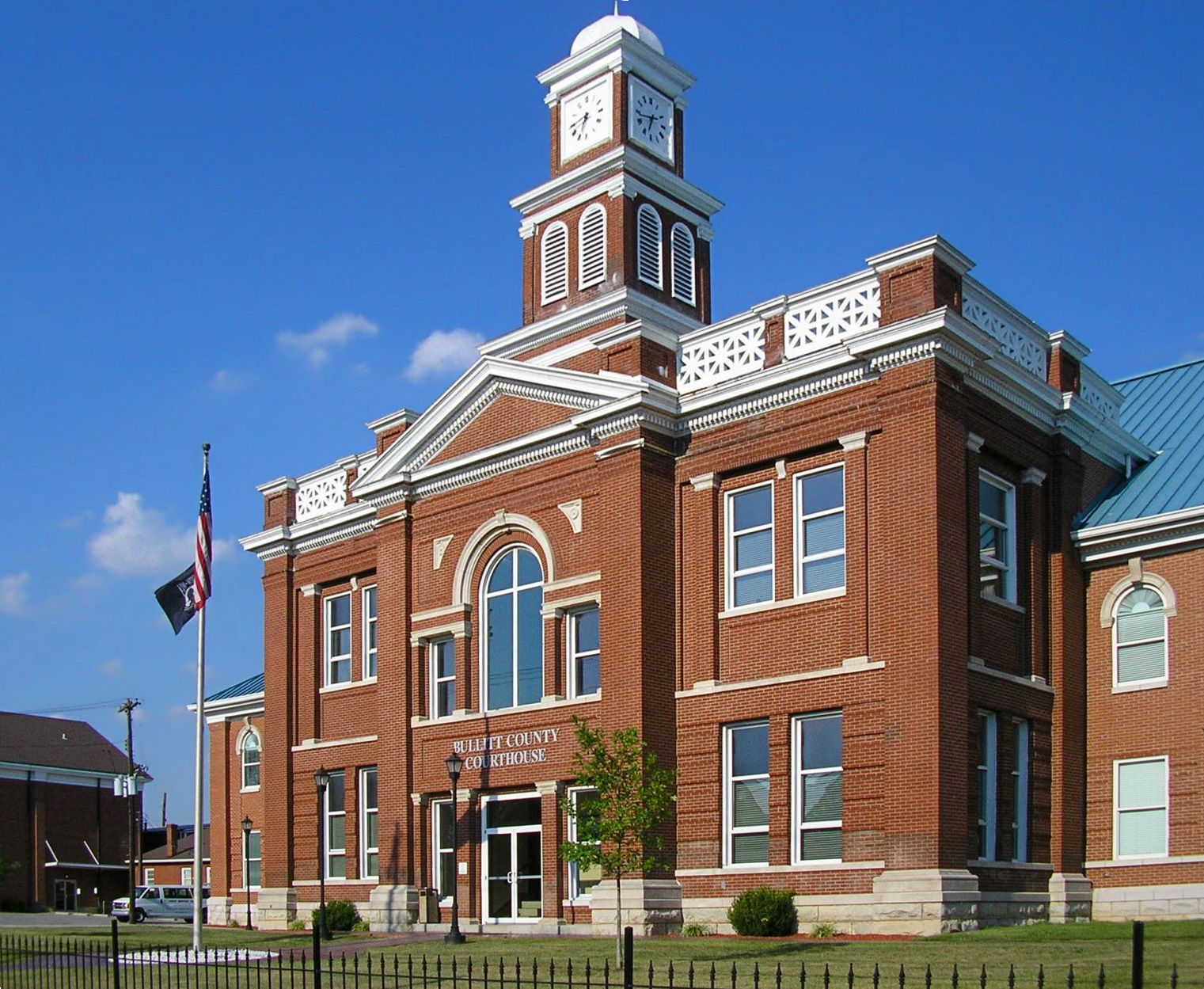
Bullitt County Courthouse